# Toccolana
La Toccolana o Police è una cultivar di olivo originaria dell'Abruzzo ed è utilizzata per la produzione di olio. L'etimologia del nome fa riferimento al paese di Tocco da Casauria, nel cui territorio è la cultivar principale. Essa è una delle cultivar utilizzabili per la produzione dell'olio DOP Aprutino Pescarese.

## Storia
Nel 1996 all'olio Aprutino Pescarese, prodotto usando anche la cultivar Toccolana, è stata riconosciuta la denominazione di origine protetta dall'Unione Europea.

## Diffusione
La Toccolana, originaria della zona abruzzese della Val Pescara e più precisamente dell'Area Casauriense, è diffusa principalmente all'interno dei comuni di Castiglione a Casauria, Torre de' Passeri e soprattutto Tocco da Casauria (da cui prende il nome) in cui è la cultivar di olivo principale ed ecotipo locale.

## Caratteristiche
L'albero è di taglia medio-piccola ed ha una chioma bassa. Ha una produzione legnosa elevata date le grosse dimensioni del tronco. La pianta è resistente ai parassiti e soprattutto alla rogna.
La raccolta delle olive avviene tra la fine di novembre e l'inizio di dicembre. Ha una resa d'olio elevata (23%) dal gusto fruttato, erbaceo e piccante.